# Ditassa megapotamica
Ditassa megapotamica là một loài thực vật có hoa trong họ La bố ma. Loài này được (Spreng.) Malme mô tả khoa học đầu tiên năm 1911.